# Malab Muhammad Bumizrak
Malab Muhammad Bumizrak (arab. ملعب محمد بومزراق) – wielofunkcyjny stadion położony w Algierii, w miejscowości Szalif. Głównie używany do rozgrywania meczów piłkarskich. Aktualna siedziba klubu Ulimbi Szalif. Stadion ma pojemność 17 000 osób. 